# Symmocoides don
Symmocoides don is een vlinder uit de familie dominomotten (Autostichidae). De wetenschappelijke naam is, als Donaspastus don, voor het eerst geldig gepubliceerd in 1963 door Gozmany.
Deze vlinder komt voor in Europa.

## Andere combinaties
- Donaspastus don Gozmany, 1963
- Dysspastus don (Gozmany, 1963)